# Saison 4 de Banshee
Chronologie
Saison 3
Cette page présente les épisodes de la quatrième et dernière saison de la série télévisée Banshee.

## Distribution

### Acteurs principaux
- Antony Starr (VF : Jérôme Pauwels) : Lucas Hood (nom réel inconnu)
- Ivana Miličević (VF : Isabelle Gardien) : Anastasia / Carrie Hopewell
- Ulrich Thomsen (VF : Christian Brendel) : Kai Proctor
- Matthew Rauch (VF : Charles Borg) : Clay Burton, assistant personnel de Kai Proctor
- Frankie Faison (VF : Med Hondo) : Sugar Bates
- Tom Pelphrey (VF : Boris Rehlinger) : Kurt Bunker
- Chris Coy (VF : Éric Herson-Macarel) : Calvin Bunker
- Hoon Lee (VF : Frédéric Norbert) : Job
- Ryann Shane (VF : Joséphine Ropion) : Deva Hopewell
- Lili Simmons (VF : Julie Turin) : Rebecca Bowman

### Acteurs récurrents
- Matt Servitto (VF : Jean-François Aupied) : Brock Lotus, shérif de Banshee
- Casey LaBow : Maggie Bunker
- Eliza Dushku (VF : Barbara Delsol) : Veronica Dawson
- Ana Ayora : Nina Cruz
- Dennis Flanagan : Leo Fitzpatrick
- Chance Kelly : Randall Watts
- Eddie Cooper : Fat Au

### Invités
- Erik King : Dr. Tim Hubbard
- David Harbour : Robert Dalton
- Kaitlyn Sapp : Jennifer
- Samantha Worthen : Miriam Bowman
- Steve Coulter : Elijah Bowman
- Corey Rieger : Pony Joe
- Cathy O'Dell : Helen Vicks

## Épisodes

### Épisode 1:Résurrection
- États-Unis /  Canada : 1er avril 2016 sur Cinemax[1]
- France : 
  - 5 avril 2016 sur Canal+ Séries (en VOSTFr)
  - 14 juillet 2016 sur Canal+ (voix Fr)

- Erik King : Dr. Tim Hubbard
- Lili Simmons : Rebecca Bowman

### Épisode 2:Le Fardeau de la beauté
- États-Unis /  Canada : 8 avril 2016 sur Cinemax
- France : 
  - 12 avril 2016 sur Canal+ Séries
  - 14 juillet 2016 sur Canal+

- Paul Monte Jr. : Procureur Mark Franklin
- Nestor Serrano : Emilio Loera
- Ivan Martin : Dick Webster

### Épisode 3:Le Retour de Job
- États-Unis /  Canada : 15 avril 2016 sur Cinemax
- France :
  - 19 avril 2016 sur Canal+ Séries
  - 21 juillet 2016 sur Canal+

- Chance Kelly : Randall Watts
- Dennis Flanagan : Leo Fitzpatrick
- Eddie Cooper : Fat Au

### Épisode 4:L'Innocence en question
- États-Unis /  Canada : 22 avril 2016 sur Cinemax
- France :
  - 26 avril 2016 sur Canal+ Séries
  - 21 juillet 2016 sur Canal+

- Eliza Dushku : Veronica Dawson
- Frederick Weller (en) : Declan Bode
- Jennifer Landon : Lilith Bode
- Cherie Jimenez : Jill Francis

Brock retient Hood en prison, voulant lui faire avouer le meurtre de Rebecca, mais il nie. Proctor est prêt à payer sa caution pour l'avoir sous la main et il faudra l'intervention inopinée de Veronica Dawson, agent du FBI spécialisée dans les crimes violents, pour reprendre les choses en main. Elle croit vite Hood innocent mais elle le laisse en prison.

Job découvre les activités de justicière de nuit de Carrie. Ne supportant plus d'être enfermé, il décide de l’accompagner alors qu'elle s'attaque à un entrepôt de fabrication de drogue, que Proctor avait confié aux néo-nazis. Calvin est lassé de voir Proctor prendre le contrôle des activités de son clan et décide d'en finir en faisant tuer son beau-père. Mais à sa grande surprise, Proctor arrange la libération de Randall Watts et il compte bien reprendre sa place.

### Épisode 5:Mieux vaut tard que jamais
- États-Unis /  Canada : 29 avril 2016 sur Cinemax
- France :
  - 3 mai 2016 sur Canal+ Séries
  - 28 juillet 2016 sur Canal+

Hood est libéré mais Dawson le garde à l'œil et Proctor exige de lui qu'il lui livre le tueur de Rebecca. Brock sait qu'il ne pourra pas empêcher Hood de fouiner et l’ignore, ayant déjà trop à faire.

Proctor voit toute la communauté amish venir réclamer le corps de Rebecca ; il refuse, car ils l’avaient reniée, et les chasse de Banshee. Proctor charge le lieutenant Cruz de surveiller la maison de Carrie, repérée, mais elle se heurte à Job. Il arrange également une grosse transaction de drogue avec Watts, qui force Calvin à tuer brutalement un de ses amis pour prouver sa loyauté. Furieux de voir son beau-père être devenu avide de pouvoir et d'argent, il finit par le tuer dans sa cave.

### Épisode 6:Droit de vie et de mort
- États-Unis /  Canada : 6 mai 2016 sur Cinemax
- France : 
  - 10 mai 2016 sur Canal+ Séries
  - 28 juillet 2016 sur Canal+

- Peter Benson : Dr. David Quick
- Tiffany Joy Williams : Gail Westcott

### Épisode 7:Vérités et Mensonges
- États-Unis /  Canada : 13 mai 2016 sur Cinemax
- France : 
  - 17 mai 2016 sur Canal+ Séries
  - 4 août 2016 sur Canal+

Hood reçoit le dernier message de Dawson avant sa disparition. Avec Brock, ils retracent ses derniers déplacement et retrouvent également son refuge. Ils se font surprendre et capturer par le chirurgien de Bode, lui aussi membre de son culte. Détenus et persuadés d'être exécutés, Brock incite Hood aux dernières confessions ; il apprend alors la vérité sur le passé de l’ancien shérif avant son arrivée à Banshee. Finalement, alors que le chirurgien allait les torturer, ils l'assomment et parviennent à se libérer, arrivant juste à temps pour libérer Dawson qui allait être tuée dans leur rituel. Dawson abat Bode d'une balle dans la tête et les autres membres du culte sont arrêtés. Pour Proctor, Hood et lui sont quittes.

### Épisode 8:Requiem
- États-Unis /  Canada : 20 mai 2016 sur Cinemax
- France : 
  - 24 mai 2016 sur Canal+ Séries
  - 4 août 2016 sur Canal+

Carrie et Job anéantissent tout le reste de la production de cocaïne en détournant le camion de la première livraison sous le nez de Proctor ; pour se défendre, Burton et Proctor tuent le chef du cartel venu négocier l'arrangement. Kurt Bunker tue son frère Calvin, comprenant que celui-ci, après avoir été publiquement désavoué par le chef de néo-nazis, ne cessera jamais de traquer sa femme et son fils. Hood et Proctor apprennent que c'est Burton, pour libérer Proctor, qui a tué Rebecca. Lors d'un violent combat, Burton prend le dessus sur Hood qui parvient à le vaincre et le laisse à la merci de Proctor, qui après lui avoir pardonné, lui brise la nuque, en larmes. Dawson considère l’affaire close et quitte Banshee, laissant derrière elle le dossier criminel de Hood.

## Audiences
| N° d'épisode | Titre original                               | Titre français             | Chaîne  | Date de diffusion originale | Audience | Réf    |
| ------------ | -------------------------------------------- | -------------------------- | ------- | --------------------------- | -------- | ------ |
| 1            | Something Out of the Bible                   | Résurrection               | Cinemax | 1er avril 2016              | 356 000  | [ 10 ] |
| 2            | The Burden of Beauty                         | Le fardeau de la beauté    | Cinemax | 8 avril 2016                | 277 000  | [ 11 ] |
| 3            | The Book of Job                              | Le retour de Job           | Cinemax | 15 avril 2016               | 290 000  | [ 12 ] |
| 4            | Bloodletting                                 | L'innocence en question    | Cinemax | 22 avril 2016               | 355 000  | ,      |
| 5            | A Little Late to Grow a Pair                 | Mieux vaut tard que jamais | Cinemax | 29 avril 2016               | 390 000  | [ 16 ] |
| 6            | Only One Way a Dog Fight Ends                | Droit de vie et de mort    | Cinemax | 6 mai 2016                  | 425 000  | [ 17 ] |
| 7            | Truths Other Than the Ones You Tell Yourself | Vérités et mensonges       | Cinemax | 13 mai 2016                 | 424 000  | [ 18 ] |
| 8            | Requiem                                      | Requiem                    | Cinemax | 20 mai 2016                 | 500 000  | [ 19 ] |